# Kazvín (město)
Kazvín (persky شهر قزوین‎) někdy také Qazvín je největší a hlavní město íránské provincie Kazvín. Nachází se zhruba 165 km severozápadně od Teheránu v nadmořské výšce asi 1800 metrů nad mořem. Podnebí je chladné, ale suché, díky své poloze jižně od pohoří Alborz.

## Historie
Město bylo bývalé hlavní město Perské říše. Dnes je provinčním hlavním městem a významným kulturním střediskem.
Archeologické nálezy v Kazvínu odhalily městské zemědělské usedlosti staré nejméně 9 000 let.
Město Kazvín bylo založeno králem Šápúrem II. v roce 250 př. n. l. Tehdy bylo známo pod jménem Šad Šápúr.
V roce 644 bylo město obsazeno Araby a ve 13. století vypálen Čingischánem. V 16. století se Kazvín stal hlavním městem Safíovské říše. Za druhé světové války byl obsazen sovětskými vojsky.

## Hospodářství
Kazvín je hlavním centrem textilního obchodu. Nachází se zde největší elektrárna, která produkuje až 7% veškeré spotřeby elektrické energie v Íránu.

## Partnerská města
- Baalbek, Libanon (říjen 2015)
- Biškek, Kyrgyzstán (2011)
- Gaziantep, Turecko (2012)
- Denizli, Turecko (2012)
- Évora, Portugalsko (leden 2014)
- Jerevan, Arménie (2015)
- Osan, Jižní Korea (2016)
- Perugia, Itálie (září 2016)
- Shah Alam, Malajsie (říjen 2011)
- Suwon, Jižní Korea (2016)